# Премия «Люмьер» за лучший иностранный фильм
Премия «Люмьер» за лучший иностранный фильм (фр. Prix Lumières du meilleur film étranger) вручалась ежегодно академией Люмьер, начиная с первой церемонии в 1996 году и заканчивая седьмой в 2002 году.

## Победители и номинанты

### 1990-е
| Год        | Победитель и номинанты | Оригинальное название | Режиссёр        |
| ---------- | ---------------------- | --------------------- | --------------- |
| 1996 (1-я) | Андерграунд            | Underground           | Эмир Кустурица  |
| 1997 (2-я) | Почтальон              | Il Postino            | Майкл Рэдфорд   |
| 1998 (3-я) | Дело — труба           | Brassed Off           | Марк Херман     |
| 1999 (4-я) | Жизнь прекрасна        | La vita è bella       | Роберто Бениньи |

### 2000-е
| Год        | Победитель и номинанты | Оригинальное название | Режиссёр         |
| ---------- | ---------------------- | --------------------- | ---------------- |
| 2000 (5-я) | Всё о моей матери      | Todo sobre mi madre   | Педро Альмодовар |
| 2001 (6-я) | Красота по-американски | American Beauty       | Сэм Мендес       |
| 2002 (7-я) | Билли Эллиот           | Billy Elliot          | Стивен Долдри    |